# Бомба, Йозеф
Йо́зеф Бомба (словац. Jozef Bomba; 30 марта 1939, Бардеёв — 27 октября 2005, Кошице) — чехословацкий футболист, игравший на позиции защитника; серебряный призёр чемпионата мира по футболу (1962).

## Биография

### Клубная карьера
Бомба начал карьеру в клубе «Татран», в котором отыграл два сезона.
В 1959 году перешёл в клуб «Руда Гвезда», в составе которого отыграл два сезона и выиграл Кубок Чехословакии 1960 года. В 1961 году вернулся в «Татран», в котором играл в течение пяти сезонов, в составе которого завоевал серебряные и бронзовые медали чемпионата.
Его последним клубом в карьере стал «Кошице», в котором отыграл пять сезонов и завоевал серебряные медали в 1971 году. Всего в чемпионате Чехословакии суммарно сыграл 282 матча и забил 7 голов.

### Карьера в сборной
В составе сборной Чехословакии был в заявке сборной на чемпионате мира по футболу 1962 года, но на турнире не играл, а сборная Чехословакии завоевала серебряные медали. Всего за сборную Чехословакии сыграл 13 матчей, в которых не забил ни одного мяча.

### Смерть
Скончался 27 октября 2005 года в Кошице в возрасте 66 лет.